# برزووا (ناحیه سوکولوف)
برزووا (به چکی: Březová) یک منطقهٔ مسکونی و شهرستان دارای شهرک سابقاً روستا در جمهوری چک است که در ناحیه سوکولوو واقع شده‌است. برزووا ۲٬۸۰۹ نفر جمعیت دارد.